# Кларенс (река, впадает в Тихий океан)
Кла́ренс (англ. Clarence River; маори Waiau-toa) — река в регионе Марлборо (остров Южный, Новая Зеландия). Имея длину 201—230 километров (согласно разным источникам), является 8-й по длине рекой страны.

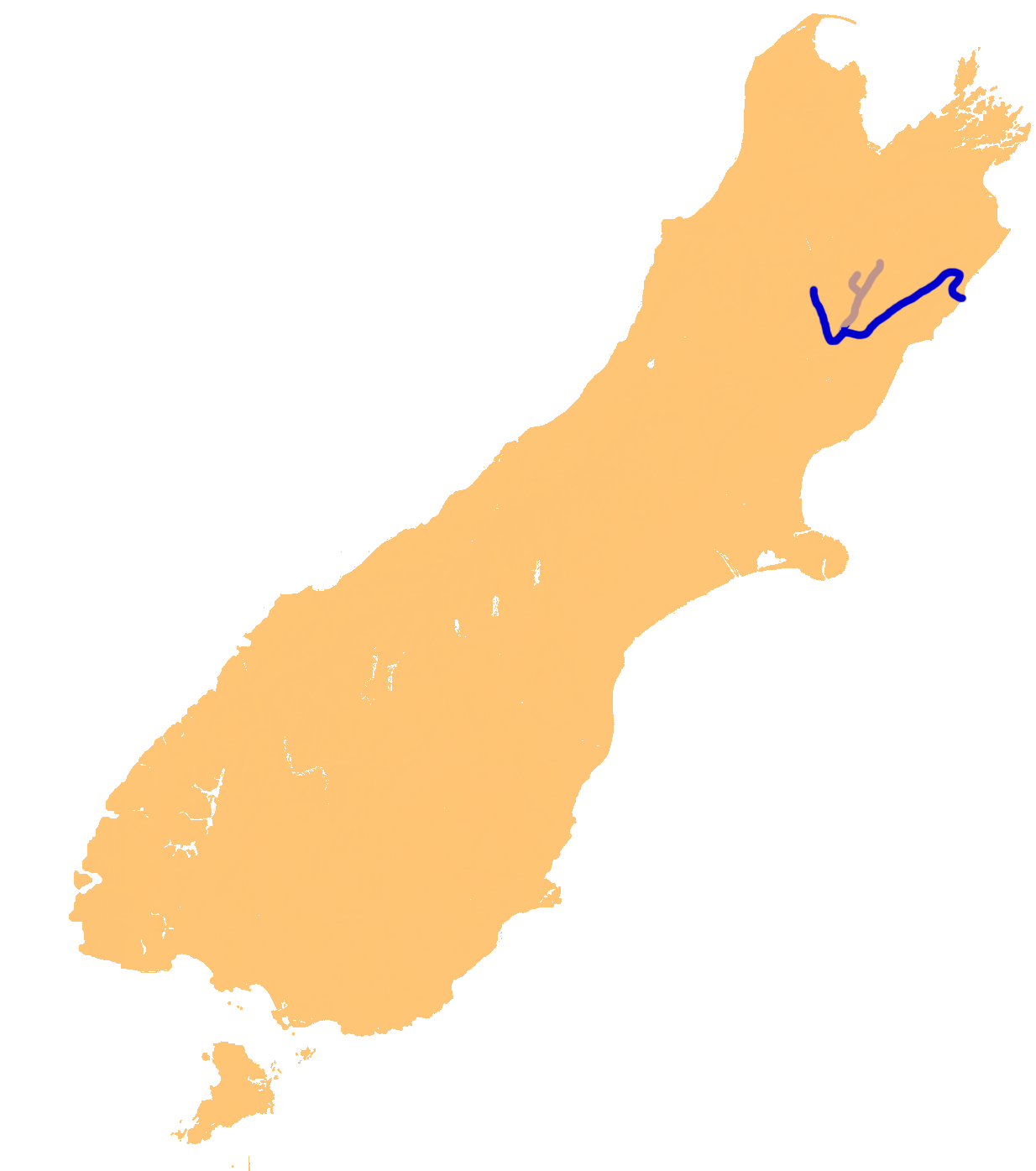
Река Кларенс на карте острова Южный

Река Кларенс начинает свой путь, вытекая из озера Теннисон, расположенного на высоте 1101 метр над уровнем моря в горах Спенсер. Путь реки сильно извилист, но общее направление течения — с запада на восток. Впадает в Тихий океан, у её устья находится маленький одноимённый городок, а вообще на реке Кларенс населённых пунктов нет.
На реке развиты сплавы на плотах и каноэ.
14 ноября 2016 года в регионе произошло сильное землетрясение, в результате которого обвал перегородил Кларенс в 10—12 километрах от устья. Люди, живущие ниже по течению, были срочно эвакуированы; река прорвалась сквозь преграду спустя 16 часов после обвала.